# USS Stanly (DD-478)
El USS Stanly fue un destructor estadounidense de la clase Fletcher que sirvió durante la Segunda Guerra Mundial. Fue puesto en grada el 15 de septiembre de 1941, botado el 2 de mayo de 1942 y comisionado el 15 de octubre de 1942. Finalmente retirado del listado naval el 1 de diciembre de 1970, fue desguazado en 1972.

## Ataques suicidas
Resultó un navío especialmente afortunado el 12 de abril de 1945, navegaba a 75  millas al norte de Okinawa cuando una serie de ataques kamikazes le tuvieron como objetivo. El primero fue por parte de un avión cohete Ohka, que impactó directamente en su banda de estribor apenas un metro y medio por encima de la línea de flotación. Sin embargo, debido a la enorme velocidad de impacto, unos 900 km/h, la carga explosiva atravesó el casco y estalló fuera del buque, librándolo de un hundimiento seguro.
Minutos después, otro Ohka falló por centímetros su impacto, arrancando el mástil con la enseña de la nave, desintegrándose en el mar tras una serie de rebotes en su superficie. Por último, un Mitsubishi A6M trató de aumentar sus posibilidades de impacto en su picado contra el destructor lanzando primero la bomba que portaba. En un último golpe de suerte, quedó corta su trayectoria, estallando a popa del Stanly, mientras que el caza se estrelló contra el mar unas decenas de metros frente a su proa.  EL destructor USS Mannert L. Abele (DD-733) no corrió con igual suerte siendo alcanzado por un Okha a nivel de la línea de flotación en medio del buque partiéndolo en dos, con un saldo de 84 marinos muertos.
Sorprendentemente, el saldo total de estas acciones fue de tan sólo tres marineros heridos. Irónicamente, las únicas víctimas mortales a bordo de este destructor se producirían por un accidente el 28 de mayo de 1945, cuando durante unos ejercicios estalló una de sus piezas principales, matando a dos artilleros. 